# Седам секретара СКОЈ-а
Седам секретара СКОЈ-а је назив за седморицу секретара Савеза комунистичке омладине Југославије (СКОЈ), омладинске организације тада илегалне Комунистичке партије Југославије. Они су се на функцији секретара Централног комитета СКОЈ-а налазила у периоду од 1924. до 1931, а страдали су у периоду од 1929. до 1931. године, за време Шестојануарске диктатуре, у оружаним сукобима с полицијом Краљевине Југославије или услед мучења и затварања.
Седам секретара СКОЈ-а су били:
- Златко Шнајдер (1903—1931), политички радник из Славонског Брода. На функцији секретара ЦК СКОЈ-а налазио се од 1924. до 1926. године, са прекидом током пролећа и лета 1925. године. Умро 14. августа 1931. године у Загребу, од туберкулозе коју је зарадио током тамновања у затворима од 1926. до 1931. године.

- Јанко Мишић (1900–1929), политички радник из Сланог Дола, код Самобора. На функцији секретара ЦК СКОЈ-а налазио се током лета 1925. и од 1928. до 1929. године, када је био организациони секретар. Погинуо 27. јула 1929. године у сукобу са полицијом, у Самобору. Заједно са њим су погинула и браћа Славко и Мијо Орешки.

- Мијо Орешки (1905–1929), зидарски радник из Загреба. На функцији секретара ЦК СКОЈ-а налазио се током пролећа 1925. године, на функцији организационог секретара је био од 1926. до 1928. и на функцији политичког секретара током лета 1929. године. Погинуо 27. јула 1929. године у сукобу са полицијом, у Самобору. Заједно са њим погинули су његов брат Славко Орешки и Јанко Мишић.

- Павле Паја Маргановић (1900–1929), обућарски радник из Делиблата, код Ковина. На функцији секретара ЦК СКОЈ-а налазио се током 1928. године. Убијен је 30. јула 1929. године, после зверског мучења у загребачкој полицији.

- Јосип Колумбо (1905–1930), машинбраварски радник из Кутјева, код Славонске Пожеге. На функцији политичког секретара ЦК СКОЈ-а налазио се од 1929. до 1930. године. Погинуо 14. августа 1930. године у сукобу са полицијом, у парку Зеленгај у Загребу. Заједно са њим погинуо је и Перо Поповић Ага.

- Перо Поповић Ага (1905–1930), обућарски радник из Ужица. На функцији секретара ЦК СКОЈ-а налазио се током 1924. и од 1929. до 1930. године, када је био организациони секретар. Погинуо 14. августа 1930. године у сукобу са полицијом, у парку Зеленгај у Загребу. Заједно са њим погинуо је и Јосип Колумбо.

- Јосип Дебељак (1902–1931), пекарски радник из Орешја, у Хрватском загорју. На функцији секретара ЦК СКОЈ-а налазио се током 1928. године. Убијен је у сукобу са полицијом 15. октобра 1931. године, у насељу Сесвете у Загребу. Заједно са њим погинуо је Јосип Адамић, секретар ПК СКОЈ-а за Хрватску и Славонију.

Поред њих седморице, функцију секретара Централног комитета СКОЈ-а, у периоду од 1919. до 1948. године, вршили су — Драгослав Гајовић, Драгољуб Миловановић, Рајко Јовановић, Чеда Кузмић, Мића Арсенијевић, Вилим Хорвај, Гргур Вујовић, Борис Кидрич, Иво Лола Рибар, Ратко Дугоњић и др.
После Другог светског рата, 30. маја 1950. године посмртни остаци свих седам секретара СКОЈ-а су пренета и сахрањена у Гробницу народних хероја на загребачком гробљу Мирогој. Током постојања Социјалистичке Федеративне Републике Југославије (СФРЈ), у периоду од 1945. до 1990. године вршена је популаризација седморице секретара СКОЈ-а — њихова имена носила су многе улице, школе и друге организација, као и омладинске радне бригаде. Њима у част била је названа и једна од најпрестижнијих награда у Југославији, која је додељивана младима. 
Основна школа у блоку 23 у Новом Београду, носила је име „Седам секретара СКОЈ-а” од оснивања 1977. до 2005. године када је преименована у ОШ „Лаза Костић”. У дворишту ове школе, у оквиру обележавања јубилеја „60. година КПЈ и СКОЈ” 26. октобра 1979. године откривене су спомен-бисте седморице секретара СКОЈ-а, рад вајара Љубомира Попарешанина из Краљева. Бисте је открио председник Конференције Савеза социјалистичке омладине Југославије Васил Тупурковски. Свечаности откривања спомен-бисти су између осталог присуствовали и Владимир Орешки, син Мије Орешког, Лидија Маршичевић-Поповић, ћерка Пере Поповића Аге, представници основних школа „Густав Крклец” из Новог Загреба и „Вера Циривири Трен”а из Скопља, као и представници касарне ЈНА „Седам секретара СКОЈ-а” из Самобора.
Године 1978. Телевизија Београд је снимила телевизијску серију „Седам секретара СКОЈ-а“. Ова серија приказивала је њихове животе у периоду од 1922. до 1931. године и снимљена је по мотивима књиге „Седам секретара СКОЈ-а“ Слободана Петровића. Сценариста и режисер серије је био Драгослав Лазић, а ликове седморице секретара СКОЈ-а су играли тада млади глумци — Предраг Мики Манојловић (Златко Шнајдер), Жарко Радић (Јанко Мишић), Милан Гутовић (Мијо Орешки), Горан Плеша (Паја Маргановић), Енвер Петровци (Јосип Колумбо), Светозар Цветковић (Перо Поповић Ага) и Лепомир Ивковић (Јосип Дебељак). 